# Aerolíneas Internacionales
Pour les articles homonymes, voir LNT.
Aerolíneas Internacionales, S.A. de C.V. (code AITA : N2, code OACI : LNT) était une compagnie aérienne du Mexique qui a cessé ses activités en 2000 pour maintenance jugée insuffisante.